# Gasteranthus delphinioides
Gasteranthus delphinioides är en tvåhjärtbladig växtart som först beskrevs av Berthold Carl Seemann, och fick sitt nu gällande namn av Wiehler. Gasteranthus delphinioides ingår i släktet Gasteranthus och familjen Gesneriaceae. Inga underarter finns listade i Catalogue of Life.